# Albertisia mangenotii
Albertisia mangenotii là một loài thực vật có hoa trong họ Biển bức cát. Loài này được (Guillaumin & Debray) Forman mô tả khoa học đầu tiên năm 1975 publ. 1976.